# Angels Fall First
Angels Fall First é o álbum de estreia da banda finlandesa de metal sinfônico Nightwish, que foi lançado em 1 de novembro de 1997 na Finlândia pela Spinefarm Records. A edição limitada do disco (da qual 500 cópias foram lançadas) continha apenas sete canções, dentre elas, duas não estavam na edição normal. Até dezembro de 2009, Angels Fall First havia vendido mais de 36 mil cópias só na Finlândia. Este também foi o primeiro trabalho do grupo com o baterista Jukka Nevalainen, que entrou para a banda em maio de 1997. A música do álbum foi escrita enquanto Tuomas estava servindo o Exército da Finlândia.
As canções deste álbum são raramente tocadas em concertos, com exceção de "Elvenpath" e "Beauty and the Beast". No primeiro CD e DVD ao vivo da banda, From Wishes to Eternity, o vocalista do Sonata Arctica, Tony Kakko, cantou os versos masculinos de "Beauty and the Beast", pois esta banda se apresentou antes do Nightwish durante aquela turnê. Sem um vocalista substituto, Tuomas Holopainen cantou suas próprias partes ao vivo enquanto tocava teclado. Em 2001, Kakko foi contratado novamente para gravar uma nova versão de "Astral Romance" com a letra alterada relativa a todas às partes masculinas para o EP Over the Hills and Far Away.
Tuomas também revelou que a banda ensaiou "Elvenpath" com a segunda vocalista, Anette Olzon, mas "não funcionou" bem o suficiente para ser executada ao vivo.

## Estilo musical
Angels Fall First é muito diferente dos outros lançamentos da banda. Ele é muito mais acústico, e abrange bastante do folk metal em sua sonoridade, um elemento que é mais ou menos reduzido nos álbuns posteriores. Os vocais masculinos ouvidos em "Beauty and the Beast", "The Carpenter", "Astral Romance" e "Once Upon a Troubadour" são cantados pelo compositor e tecladista Tuomas Holopainen, bem como os sussurros no início da versão demo de "Etiäinen". Seguindo seu lançamento, Tuomas nunca cantou em um álbum novamente porque ele pensou que não era bom o suficiente. Entretanto, ele forneceu alguns dos sons de fundo em "Moondance" do segundo álbum, Oceanborn, e em "Master Passion Greed" do sexto álbum, Dark Passion Play. "Elvenpath" apresenta clipes de áudio do prólogo de O Senhor dos Anéis, dirigido por Ralph Bakshi. A faixa na edição limitada é a mesma faixa que estava em sua segunda demo, também chamada de Angels Fall First. "Erämaajärvi" continuou a ser a única canção em finlandês do Nightwish até "Kuolema Tekee Taiteilijan" de 2004, "Erämaan Viimeinen" de 2007 e "Taikatalvi" de 2011.

## Recepção
| Críticas profissionais | Críticas profissionais |
| Avaliações da crítica  | Avaliações da crítica  |
| Fonte                  | Avaliação              |
| ---------------------- | ---------------------- |
| Allmusic               | [ 4 ]                  |
| Metal Storm            | [ 5 ]                  |
| Progarchives           | [ 6 ]                  |
| Sputnikmusic           | [ 7 ]                  |
| The Metal Observer     | [ 8 ]                  |

O álbum não foi muito bem recebido pela crítica, pois avaliadores como o Allmusic deram nota três de cinco e disseram que o álbum foi "meloso demais", bem como o The Metal Observer, que disse que o lançamento "drástico em comparação com o último". Contudo, o disco teve um bom desempenho de vendas, ganhando Disco de Ouro na Finlândia. O primeiro e único single, "The Carpenter", fez bastante sucesso, encerrando o ano na 8ª posição nas paradas, e o álbum fechou o ano em 31º lugar na lista dos álbuns mais vendidos do país. Embora "The Carpenter" tenha alcançado a 3ª posição nas paradas de singles finlandeses, o Nightwish só veio a ganhar fama internacional após o lançamento de seu segundo álbum de estúdio, Oceanborn.

## Faixas
| N.º            | Título                                                             | Compositor(es)    | Duração |  |
| 1.             | "Elvenpath"                                                        | Tuomas Holopainen | 4:40    |  |
| 2.             | "Beauty and the Beast"                                             | Holopainen        | 6:24    |  |
| 3.             | "The Carpenter"                                                    | Holopainen        | 5:58    |  |
| 4.             | "Astral Romance"                                                   | Holopainen        | 5:13    |  |
| 5.             | "Angels Fall First"                                                | Holopainen        | 5:34    |  |
| 6.             | "Tutankhamen"                                                      | Holopainen        | 5:32    |  |
| 7.             | "Nymphomaniac Fantasia"                                            | Holopainen        | 4:47    |  |
| 8.             | "Know Why the Nightingale Sings"                                   | Holopainen        | 4:14    |  |
| 9.             | "Lappiland (divida em quatro capítulos) - Capítulo IV: "Etiäinen"" | Holopainen        | 9:20    |  |
| 10.            | "A Return to the Sea" (faixa bônus)                                | Holopainen        | 5:47    |  |
| 11.            | "Once Upon a Troubadour" (faixa bônus)                             | Holopainen        | 5:20    |  |
| Duração total: | Duração total:                                                     | Duração total:    | 62:49   |  |

## Desempenho nas paradas
| País      | Parada (1998)           | Melhor posição |
| --------- | ----------------------- | -------------- |
| Finlândia | Suomen virallinen lista | 31             |

## Créditos
A seguir estão listados os músicos e técnicos envolvidos na produção do álbum Angels Fall First:
| - Tuomas Holopainen – teclado, vocais - Emppu Vuorinen – guitarra, violão, baixo - Tarja Turunen – vocais - Jukka Nevalainen – bateria, percussão - Esa Lehtinen – flauta | - Tero Kinnunen – engenharia de áudio, mixagem - Mika Jussila – masterização - Garry Black – foto da capa - Toni Härkönen – foto da banda |